# Gua Rusa
Jeskyně Gua Rusa, známá též pod anglickým jménem Deer Cave (Jelení jeskyně) se nachází na území Národního parku Gunung Mulu ve státě Sarawak na severu ostrova Borneo v Malajsii. Jedná se o jednu z největších dosud objevených podzemních prostor na světě - co do rozměrů byl světový rekord jeskyně Gua Rusa překonán až na počátku roku 2009 po důkladnějším prozkoumání vietnamské jeskyně Son Doong členy expedice Britské speleologické společnosti.

## Původ názvu
Anglické pojmenování Deer Cave je překladem originálního jména jeskyně Gua Rusa nebo též Gua Payau v jazyce obyvatel severního Bornea z kmene Penanů. Mezi místními obyvateli se tradovalo, že v podzemních prostorách se ukrývají jeleni z rodu sambarů, kteří tam přicházejí hledat kromě bezpečí také sůl, usazenou na povrchu skalních stěn.

## Historie
Prvním vědcem, který zkoumal a popsal existenci obřích podzemních prostor Jelení jeskyně, byl v roce 1961 G. E. Wilford z Malajské geologické služby. Jeskyně byla pak více prozkoumána v roce 1978 členy expedice britské Královské zeměpisné společnosti (Royal Geographical Society). Během tohoto průzkumu byla popsána 1 km dlouhá podzemní prostora, 174 metrů široká a 122 metrů vysoká. V roce 1984 byla jeskyně zpřístupněna veřejnosti. Expedice vědců z americké Western Kentucky University objevila v roce 2009 prostory až 148 metrů vysoké a zjistila propojení jeskyně Gua Rusa s jeskynním systémem nedaleké Lang Cave. Výška chodby u vstupu do jeskyně Gua Rusa byla stanovena na 146 m, celková délka jeskynního systému na cca 4 km.

## Geologie
Geologická minulost krasové oblasti Národního parku Gunung Mulu sahá do třetihorního období eocénu, respektive staršího miocénu před cca 20 - 30 milióny let. Vápence takzvané formace Melinau (Melinau Formation), nazvané podle místní řeky, překryly v severozápadní části pohoří Gunung Mulu starší horniny z formace Mulu, tvořené pískovci a břidlicemi. Jelikož se ostrov Borneo nachází v tropické oblasti deštných pralesů, jsou zdejší sedimentární horniny výrazně modelovány působením dešťů a prudkých vodních toků.

### Garden of Eden

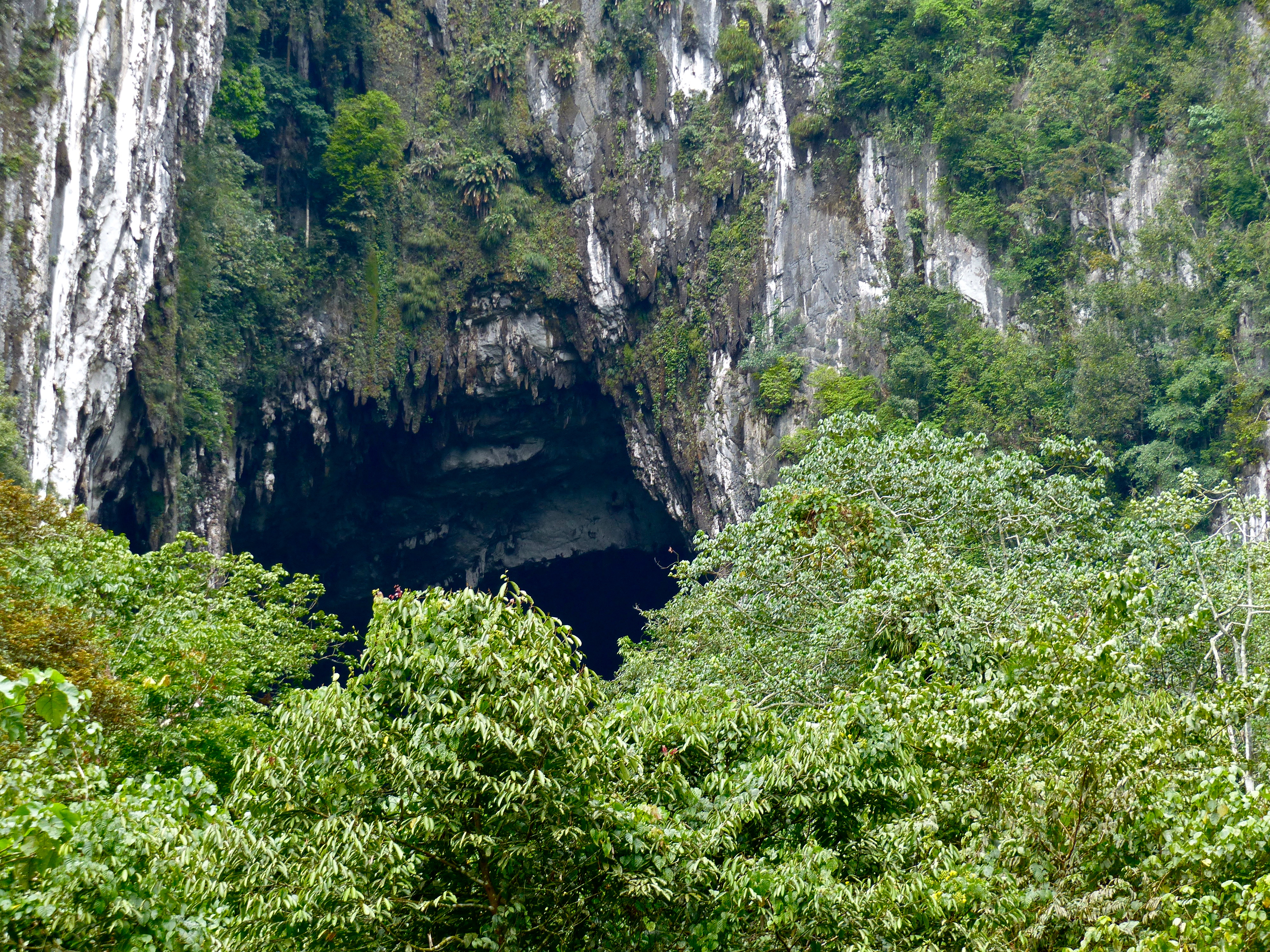
Vchod do jeskyně Gua Rusa - pohled z nedaleké pozorovatelny netopýrů (Bat observatory)

Názornou ukázkou geologického vývoje oblasti je takzvaná Garden of Eden (Rajská zahrada), což je obří kruhová propadlina o průměru 1 - 1,2 km, která se nachází na spojnici mezi Deer Cave a Green Cave a jejíž dno, porostlé tropickou vegetací, je dostupné z chodeb Jelení jeskyně. Stěny této propasti jsou vysoké 150 - 300 metrů, přičemž ze tří čtvrtin jsou vápencové, avšak jihovýchodní stěna je tvořena pískovci a břidlicemi. Z jihovýchodu sem přitéká říčka, která padá jako vodopád na dno Rajské zahrady a pak odtud pokračuje skrz jeskyni Gua Rusa do říčky Melinau Paku a dále do řeky Melinau.